# Kiss Tibor (labdarúgó)
Kiss Tibor (Budapest, 1949. október 11. –) válogatott labdarúgó, csatár.

## Pályafutása

### Klubcsapatban
1967-ig a Budapesti Spartacus labdarúgója volt. 1968 és 1977 között az MTK illetve, az MTK-VM csapatában játszott. 1976-ban kupadöntős, az 1976–77-es KEK idényben a negyeddöntőben esett ki a csapattal a későbbi győztes Hamburger SV-vel szemben. Az 1977–78-as idényben a Csepelben fejezi be élvonalbeli pályafutását.

### A válogatottban
1974-ben három alkalommal szerepelt a válogatottban. Tízszeres utánpótlás válogatott (1969–74, 4 gól). Tagja az 1974-ben utánpótlás Európa-bajnokságot nyert csapatnak.

## Sikerei, díjai
- Európa-bajnokság - utánpótlás
  - aranyérmes: 1974
- Magyar bajnokság
  - 5.: 1970–71
- Magyar kupa (MNK)
  - döntős: 1976
- Kupagyőztesek Európa-kupája (KEK)
  - negyeddöntős: 1976–77

## Statisztika

### Mérkőzései a válogatottban
| Magyarország | Magyarország      | Magyarország                  | Magyarország | Magyarország | Magyarország | Magyarország | Magyarország | Magyarország |
| #            | Dátum             | Helyszín                      | Hazai        | Eredmény     | Vendég       | Kiírás       | Gólok        | Esemény      |
| ------------ | ----------------- | ----------------------------- | ------------ | ------------ | ------------ | ------------ | ------------ | ------------ |
| 1.           | 1974. október 13. | Luxembourg, Municipal Stadion | Luxemburg    | 2 – 4        | Magyarország | Eb-selejtező | -            |              |
| 2.           | 1974. október 30. | Cardiff, Ninian Park          | Wales        | 2 – 0        | Magyarország | Eb-selejtező | -            |              |
| 3.           | 1974. december 4. | Szolnok, Tiszaligeti stadion  | Magyarország | 1 – 0        | Svájc        | barátságos   | -            | 73'          |
|              | Összesen          |                               |              | 3            | mérkőzés     |              | 0            | gól          |